# Schlegelia chocoensis
Schlegelia chocoensis är en tvåhjärtbladig växtart som beskrevs av Alwyn Howard Gentry. Schlegelia chocoensis ingår i släktet Schlegelia och familjen Schlegeliaceae. Inga underarter finns listade i Catalogue of Life.